# Eethen
Eethen is een voormalige gemeente en een dorp  in de gemeente Altena in de Nederlandse provincie Noord-Brabant. Het is gelegen iets ten noorden van de Bergsche Maas. Het dorp had 905 inwoners per 1 januari 2023.

## Geschiedenis
Eethen behoort tot de benedendorpen van het Land van Heusden. Tot 1798 was Eethen een ambachtsheerlijkheid die een leen was van Heusden. In Eethen heeft ook een kasteel gestaan dat vermoedelijk uit de 14e eeuw stamt.
Vanaf 1819 behoorde Eethen met Genderen en Heesbeen tot de gemeente Heesbeen, Eethen en Genderen, die in 1908 haar naam veranderde in Genderen, waar ook het gemeentehuis stond. In 1923 werd deze gemeente samengevoegd met de gemeentes Meeuwen en Drongelen onder de naam gemeente Eethen. Op het gemeentewapen van Eethen stond een beeltenis van Sint-Maarten, vanouds de schutspatroon van het dorp. In 1973 werd de gemeente Eethen weer samengevoegd met de gemeenten Veen en Wijk en Aalburg tot de gemeente Aalburg.
In 1944 liep Eethen zware oorlogsschade op. Het lag namelijk in de frontlinie van het bezette noorden en het bevrijde zuiden.

## Kerkelijk
Eethen is voornamelijk een protestantse plaats. Sinds 1596 is er een predikant. Een merkwaardige episode is die van 1962-2009 toen er ook een Hervormde, later Hersteld Hervormde Evangelisatie op gereformeerde grondslag, werd opgericht uit onvrede met de prediking in de Hervormde Kerk. Men kerkte in een eenvoudig noodgebouwtje dat de naam Rehoboth droeg. Hoewel de diensten oorspronkelijk door een honderdtal mensen werd bijgewoond, vergrijsde het gezelschap geleidelijk en slonk het aantal leden zodanig dat men de Evangelisatie moest opheffen. Op 30 december 2009 werd de laatste kerkdienst gehouden .

## Bezienswaardigheden

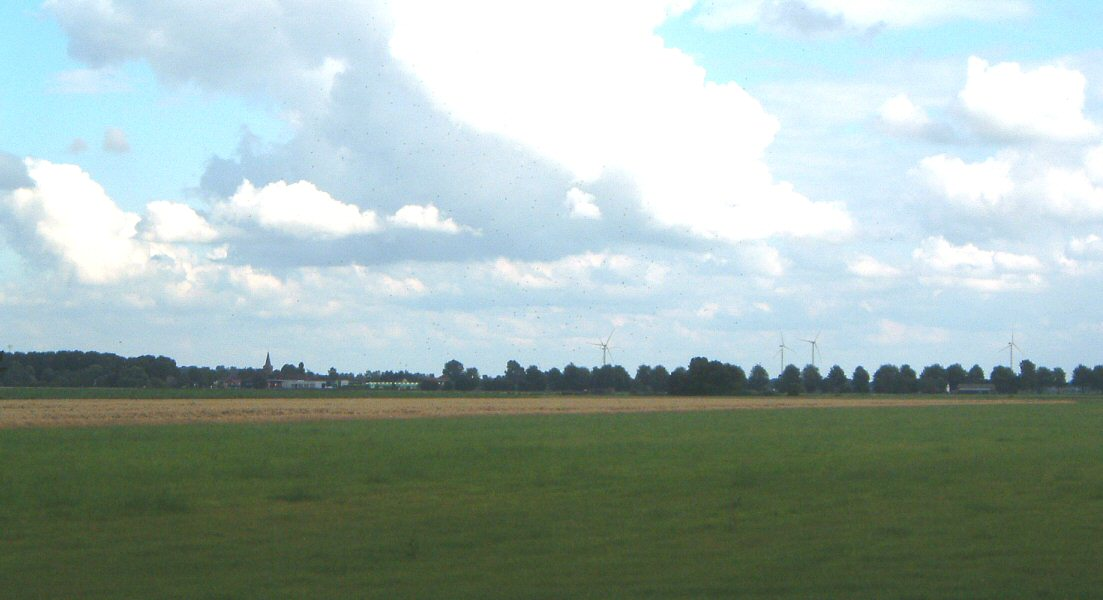
Silhouet van Eethen in juli 2007

- De Hervormde kerk van Eethen heeft een tufstenen schip dat uit de 12e eeuw dateert.
- Het gemeentehuis uit 1938, ontworpen door Sam van Embden in de stijl van de Delftse School. Tegenwoordig in gebruik als woonhuis.
- Boerderij, Raadhuisstraat 21
- Oorlogsmonument aan de Kleibergstraat

## Natuur en landschap
De omgeving van Eethen is door een grootscheepse ruilverkaveling in de jaren 60 van de 20e eeuw vrijwel geheel herschapen in een grootschalig landbouwgebied.

## Diversen
Eethen had vroeger ook een politiebureau. Beide gebouwen zijn tegenwoordig in gebruik als woonhuis. Thans heeft Eethen nog een basisschool, de Prins Willem-Alexanderschool.
De provinciale weg N283 loopt aan de noordzijde langs de bebouwde kom, in het westen naar Meeuwen, Dussen en Hank, in het oosten naar Genderen en Wijk en Aalburg.

## Heren van Eethen
- Willem van Drongelen - 8 oktober 1373 (geboren tussen 1275 en 1305 en overleden op 8 oktober 1375), Heer van Drongelen, Eethen en Heusden
- Jan van Drongelen - 23 juni 1414

## Nabijgelegen kernen
Drongelen, Genderen, Babyloniënbroek, Meeuwen